# Ульф Фасе
Ульф «Фасе» Карлссон (швед. Ulf jarl, Ulf fase Karlsson; р. ? — 1248) — ярл Швеции, один из рода Фолькунгов. Сын Карла Глухого, предыдущего ярла, который был убит в 1220 году во время крестового похода в Эстонию, и двоюродный брат Биргера Магнуссона.

## Биография
После смерти Юхана Сверкерссона в 1222 году на престол был выдвинут Эрик Шепелявый. Власть ярла Ульфа увеличилась, однако регентом при малолетнем короле являлся Кнут II, совершивший государственный переворот в 1228 году. Итогом переворота стало бегство Эрика в Данию и воцарение Кнута вплоть до 1234 года. Все это время ярлом оставался Ульф Фасе. Когда бывший регент скончался, повзрослевший король вернулся на родину. Ульфа считали предателем, так как он не препятствовал Кнуту, но сместить его не могли из-за чрезвычайно сильного положения ярла, взявшего реальную власть в свои руки.

## Значение
Более 15 лет Ульф Фасе являлся главой Фолькунгов. Именно он долгое время руководил страной за спиной короля, но при этом не был свержен противниками, так как зла своей стране не желал. Что странно, о нем почти не упоминается в «Хронике Эрика».

## Смерть и наследники
После смерти Ульфа Фасе ярлом стал его двоюродный брат Биргер Магнуссон, который считается лидером похода шведов на Ладогу в 1240 году. Согласно «Хронике Эрика», в 1247 году против короля Эрика было поднято восстание, однако об участии в нем Ульфа Фасе ничего не известно.
Так же остаются неизвестными причины и обстоятельства смерти Ульфа Фасе.
У ярла Ульфа был единственный сын Карл Ульфсон.

## Интересные факты
- Прозвище «Фасе» переводят как «Ужасный» и как «Ваза».
- Ульф Фасе имел право чеканить собственные монеты.